# 兴宾区
兴宾区是中国广西壮族自治区来宾市所辖的一个市辖区。區人民政府駐城東街道前卫路。

## 行政区划
兴宾区下辖4个街道办事处、16个镇、4个乡：
城东街道、城北街道、河西街道、来华街道、凤凰镇、良江镇、小平阳镇、迁江镇、石陵镇、平阳镇、蒙村镇、大湾镇、桥巩镇、寺山镇、城厢镇、三五镇、陶邓镇、石牙镇、五山镇、良塘镇、七洞乡、南泗乡、高安乡和正龙乡。
2005年，撤销来宾镇，设立城北、城东、河西3个街道办事处；撤销北五乡、大里乡、溯社乡，分别整建制并入凤凰镇、迁江镇、平阳镇。城东街道办事处乃于西元2005年6 月29日撤销来宾镇时成立，总面积约40平方公里，东与城厢乡相邻，西、南面以红水河为界，北至草鞋沟。辖镇东、镇西、镇北、水落4个社区，总人口约8.3万人。

## 人口
根據第七次人口普查數據，截至2020年11月1日零時，興賓區常住人口為925377人。
截至2022年末，興賓區户籍總人口114.54萬人。常住人口92.92萬人，其中常住城鎮人口53.95萬人，佔常住人口比重為58.06%。

## 交通
- 泉南高速、 三南高速、 平那高速、 322国道、 355国道。
- 柳南城际铁路：来宾北站
- 湘桂铁路：来宾站

## 风景名胜
- 二溝水庫
- 文辉塔